# Francis Swaine Muhlenberg
Francis Swaine Muhlenberg (ur. 12 kwietnia 1795 w Filadelfii, Pensylwania, zm. 17 grudnia 1831 hrabstwo Pickaway, Ohio) – amerykański polityk, członek Izby Reprezentantów.

## Życiorys
Francis Swaine Muhlenberg urodził się w 1795 roku w Filadelfii. Jego ojcem był bohater wojny o niepodległość Stanów Zjednoczonych Peter Muhlenberg, a wujem pierwszy Spiker Izby Reprezentantów Stanów Zjednoczonych Frederick Muhlenberg.
Muhlenberg ukończył prawo na Dickinson College w Calrise w 1816 roku. W latach 1820–1823 pełnił służbę osobistego sekretarza gubernatora stanu Pensylwania Josepha Hiestera.
Przeniósł się do hrabstwa Pickaway w Ohio, skąd wybrano go w 1827 roku na członka stanowej Izby Reprezentantów. W 1828 roku wybrany do Kongresu, jako członek Izby Reprezentantów mandat sprawował od 19 grudnia 1828 do 3 marca 1829 roku.
Po zakończeniu kariery politycznej zajął się handlem nieruchomościami w Ohio i Kentucky. Zmarł w 1831 roku w hrabstwie Pickaway, pochowany na cmentarzu protestanckim w Circleville.